# Kosjov
Kosjov (bulgariska: Кошов) är ett distrikt i Bulgarien.   Det ligger i kommunen Obsjtina Ivanovo och regionen Ruse, i den nordöstra delen av landet, 240 km öster om huvudstaden Sofia.
Trakten runt Kosjov består till största delen av jordbruksmark. Runt Kosjov är det ganska glesbefolkat, med 34 invånare per kvadratkilometer.